# Courgeoût
Courgeoût é uma comuna francesa na região administrativa da Normandia, no departamento Orne. Estende-se por uma área de 17,52 km². Em 2010 a comuna tinha 469 habitantes (densidade: 26,8 hab./km²).